# Diedelkopf
Diedelkopf ist ein Stadtteil der rheinland-pfälzischen Kleinstadt Kusel.  Bis 1939 war er eine selbständige Gemeinde.

## Lage
Der Ort liegt im sogenannten Musikantenland, einem Teilbereich des Nordpfälzer Berglandes unmittelbar westlich der Kernstadt und ist mit dieser baulich inzwischen zusammengewachsen, sodass eine räumliche Trennung mittlerweile nicht mehr möglich ist. Vor Ort vereinigen sich der Bledesbach und der Pfeffelbach zum Kuselbach; zudem mündet hier der Blaubach in den Kuselbach. Nordöstlich schließt sich die Ortsgemeinde Blaubach an, deren Siedlungsgebiet mit Diedelkopf ebenso fast zusammengewachsen ist.

## Geschichte
Diedelkopf gehörte zunächst zur Grafschaft Veldenz und ab dem 15. Jahrhundert zu Pfalz-Zweibrücken. Von 1798 bis 1814, als die Pfalz Teil der Französischen Republik (bis 1804) und anschließend Teil des Napoleonischen Kaiserreichs war, war Diedelkopf in den Kanton Kusel eingegliedert. 1815 wurde der Ort Österreich zugeschlagen. Bereits ein Jahr später  wechselte der Ort in das Königreich Bayern. Von 1818 bis 1862 war der Ort Bestandteil des Landkommissariat Kusel, das anschließend in ein Bezirksamt umgewandelt wurde.
1928 hatte Diedelkopf 483 Einwohner, die in 73 Wohngebäuden lebten.  Sowohl die Katholiken als auch die Protestanten gehörten seinerzeit zur Pfarrei von Kusel. Im Jahr 1939 wurde Diedelkopf in die Nachbarstadt Kusel eingemeindet.

## Politik

### Ortsbezirk
Der Stadtteil Diedelkopf ist einer von zwei Ortsbezirken der Stadt Kusel und verfügt über einen eigenen Ortsbeirat sowie einen Ortsvorsteher.
Der Ortsbeirat besteht aus 7 Mitgliedern und dem ehrenamtlichen Ortsvorsteher als Vorsitzendem.
Wolfgang Ehlhardt wurde 2024 Ortsvorsteher von Diedelkopf.
Sein Vorgänger war Michael Brückner (SPD) seit Februar 2017.
Brückners 2016 verstorbener Vorgänger Bernd Gilcher (SPD) hatte das Amt seit 1991 ausgeübt.

## Kultur
Mit einer Brücke über den Kuselbach aus dem Jahr 1744 und der Dampfbäckerei von 1912 existieren vor Ort insgesamt zwei Objekte, die unter Denkmalschutz stehen.

## Infrastruktur

### Verkehr
Ab 1936 besaß Diedelkopf einen Halt an der Bahnstrecke Türkismühle–Kusel. Der Bahnhof befand sich in der Ortsmitte. Bereits im Mai 1936, ein halbes Jahr vor der durchgehenden Streckeneröffnung, war der von Osten kommende Streckenabschnitt bis zum Bahnhof fertig gestellt. Dadurch hatte er vorübergehend die Funktion eines Endbahnhofs. 1959 wurde die Bahnstation aufgrund mangelnder Inanspruchnahme geschlossen. In der Folgezeit wurde die Strecke stillgelegt und 1971 vor Ort abgebaut. Mittlerweile wurde auf der Bahntrasse der Fritz-Wunderlich-Weg angelegt. Durch den Ort verläuft außerdem die Bundesstraße 420.

### Institutionen
Vor Ort besteht mit der SG Blaubach-Diedelkopf ein Fußballverein, dessen Anlagen sich jedoch größtenteils bereits auf Gemarkung der Nachbargemeinde Ruthweiler befinden.